# Neocassandra
Neocassandra es un género extinto de peces del orden Myctophiformes. Este género vivió durante la época del Paleoceno.
La mayoría de las especies de este género eran carnívoras. Fue descrita por Daniltshenko en 1968.

## Especies
Clasificación del género Neocassandra:
- † Neocassandra Daniltshenko, 1968
  - † Neocassandra mica Daniltshenko, 1968